# Андромиметофилия
Андромиметофилия (понякога погрешно произнасяно като андроминетофилия) е привличане към жени, които подражават на мъже или на трансексуални жени, родени така или станали такива след операция.
Парафилията, която е противоположна на андромиметофилията е гинемитофилия, привличането към мъже, които подражават на жени или трансексуални мъже.